# Nguyễn Thị Thủy Khiêm
Nguyễn Thị Thủy Khiêm (sinh ngày 18 tháng 4 năm 1958) là một chính trị gia người Việt Nam. Bà từng là Phó Viện trưởng Viện kiểm sát nhân dân tối cao Việt Nam (2008-2018), đại biểu Quốc hội Việt Nam khóa XII (2007-2011) thuộc đoàn đại biểu Long An.

## Xuất thân và giáo dục
Nguyễn Thị Thủy Khiêm sinh ngày 18 tháng 4 năm 1958, người dân tộc Kinh, không theo tôn giáo nào.
Bà có quê quán tại xã Tân Mỹ, huyện Đức Hòa, tỉnh Long An.
Bà có bằng Cử nhân luật.

## Sự nghiệp
Ngày 22 tháng 9 năm 1984, bà gia nhập Đảng Cộng sản Việt Nam.
Bà từng là Đại biểu Hội đồng nhân dân cấp tỉnh.
Bà từng là Đại biểu Quốc hội Việt Nam khóa 12 tỉnh Long An.
Bà từng là Tỉnh ủy viên; Phó bí thư Đảng ủy cơ quan, Viện trưởng Viện kiểm sát nhân dân tỉnh Long An, Bí thư Ban cán sự Đảng Viện Kiểm sát nhân dân tỉnh Long An.
Từ năm 2008, Nguyễn Thị Thủy Khiêm là Phó Viện trưởng Viện kiểm sát nhân dân tối cao.
Tháng 12 năm 2011, Nguyễn Thị Thủy Khiêm là Bí thư Đảng ủy, Phó Viện trưởng Viện kiểm sát nhân dân tối cao.
Ngày 13 tháng 4 năm 2015, Chủ tịch nước Việt Nam Trương Tấn Sang ký Quyết định bổ nhiệm chức danh Kiểm sát viên Viện kiểm sát nhân dân tối cao cho Nguyễn Thị Thủy Khiêm, Phó Viện trưởng VKSNDTC.
Tháng 4 năm 2018, Nguyễn Thị Thủy Khiêm thôi giữ chức vụ Viện Phó Viện kiểm sát nhân dân tối cao, nghỉ hưu trí.